# 116 (število)
116 (stó šéstnajst ali stó šestnájst) je naravno število, za katero velja 116 = 115 + 1 = 117 - 1.

## V matematiki
- sestavljeno število.
- ne obstaja noben takšen cel x, da bi veljala enačba x - φ(x) = 116.

## Drugo
- vrstno število 116 = Uuh

### Leta
- 116 pr. n. št.
- 116, 1116, 2116